# Madelung-synthese
De madelung-synthese is een organische reactie, waarbij een indool wordt gevormd via een intramoleculaire cyclisatie van een N-fenylamide, gebruikend makend van een sterke organische base (zoals n-butyllithium) en verhoogde temperatuur: